# 엘리자베스 키스

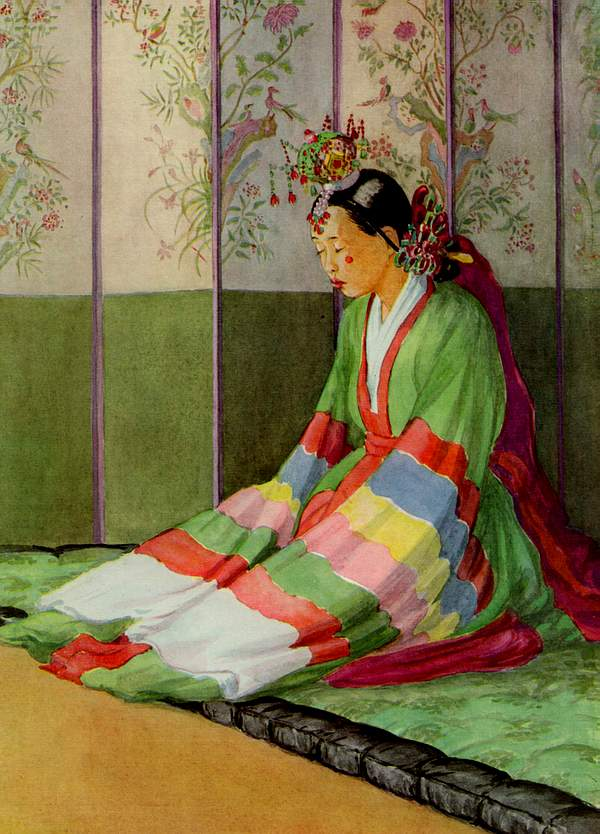
엘리자베스 키스가 그린
한국의 신부

엘리자베스 키스(Elizabeth Keith, 1887년 ~ 1956년)는 동북아시아, 동아시아의 풍속을 소재로 다양한 목판화를 남긴 영국의 여성 판화작가이다.

## 생애
1887년 스코틀랜드의 에버딘셔에서 태어나 1898년에 런던으로 이사했다. 아버지는 세관장을 지낸 사람으로 부유하지는 않았다. 엘리자베스는 미술교육을 정식으로 받지는 않았다.
언니 엘스펫과 형부 죤 로버트슨 스콧의 초청으로 일본을 두 달간 방문하는 계획으로 1915년에 일본에 도착하였지만, 곧 무기한으로 체류하기로 하고, 홋카이도를 포함한 여러 도시를 방문하며 그림을 그렸다. 언니 내외가 영국으로 귀국하기 전 자매는 한국 여행을 하기로 하고 방문한 것이 1919년 3월 28일, 아직도 3·1 운동이 한창이던 시기였다. 한국에서 선교사들의 주선으로 모델을 구하고 그림을 본격적으로 그리기 시작하였으며, 언니가 일본을 경유하여 영국으로 귀국한 후에도 계속 한국에 머물면서 그림을 그렸다.
1919년 가을에 도쿄에서 수채화 전시를 하게 되었고, 그 때 신판화 운동에 앞장 섰던 와타나베의 권고로 '달빛 아래의 동대문'을 목판화로 만들었다. 이 그림의 성공 이후로 엘리자베스 키스는 평생에 약 120 여점의 목판화 또는 동판화 작품을 제작한다. 언니가 귀국한 후에도 엘리자베스는 계속 한국, 중국과 동남아의 필리핀 군도를 포함한 여러 곳을 방문하며 그림을 그리고 그것을 목판화로 만들었다. 그 중에서도 엘리자베스 키스는 한국과 특별한 관계로 한국에서 전시회를 1921년과 1934년에 하였고, 한국인과 한국 풍경을 그린 작품을 80 여점을 남긴것으로 추정되며, 그 중 약 30점을 판화로 만들었다.
엘리자베스 키스의 그림은 세계 여러 미술관에 소장되어 있으며, 20세기 초에 동양을 찾아와 여러 판화로 남긴 화가로 인정받는다. 1946년에 출판된 《Old Korea: the Land of Morning Calm》은 한국을 소재로 한 그림 뿐 아니라 일본의 식민지 정책을 규탄하고 한국사람들의 고통을 동정하는 글을 실었다. 이 책은 2006년 한국어로 번역되어 출판되었다 그 전 1928년에 출판된 《Eastern Windows》 라는 책에서는 여러 곳을 여행하며 언니에게 쓴 편지를 편집하며 12 점의 그림을 소개하였다. 《Eastern Windows》는 2012년 한국어로 번역되었고, 키스의 작품목록도 첨부하였다.
엘리자베스 키스는 1956년 4월 런던에서 숙환으로 사망하였다.
우측의 그림은 한국의 신부를 그린 것으로 엘리자베스 보우스라이언이 참관한 전시회에서도 전시되었으며, 목판화로도 제작되었다. 엘리자베스는 자기의 결혼식날 얼굴에 백색으로 분을 바르고, 눈을 감듯이 내려뜨고, 온종일 제대로 먹지고 못하고, 꼼짝 못하고 앉아 있는 모습이 차라리 슬퍼 보였다고 소감을 남겼다. 엘리자베스 키스는 한국의 크리스마스 씰을 세 차례 디자인한 바가 있는데, 크리스마스 씰의 창시자인 셔우드 홀 박사가 이 그림의 모델을 구해 주었다고 한다.
사람들의 일상을 그린 풍속화가 많지 않은 대한민국에 서양인 여성 화가가 와서 많은 그림을 그려 세계각국 유수 도시에서 전시회를 가졌다는 사실을 한국에서는 잘 몰랐지만, 2006년에 전북도립미술관, 경남도립미술관, 그리고 국립현대미술관에서 단독 전시회를 하게 됨으로써 한국에서도 차차 알려지기 시작하였다. 일본, 미국, 영국 등에서는 20세기 초 판화의 대가로 인정 받은지 오래이다.

## 책과 도록
- Masters of the Colour Print :'Elizabeth Keith (London Newyork, 1933)
- Eastern Windows(London, 1928). 송영달 편역, '키스: 동양의 창을 열다: 영국 화가가 그린 아시아, 1920-1940' 책과함께, 2012. ISBN 978-89-97735-05-1 03910,
- Elizabeth Keith, Elspet K. Robertson Scott. Old Korea : The Land of Morning Calm 1946.
  - 송영달 역, 영국화가 엘리자베스 키스의 코리아. 책과함께. 1946/2006 ISBN 89-91221-14-9
- Grin and Bear it. 1917.
- 배유안 글. 송영달 그림제공, '영국화가 엘리자베스 키스 그림에서 우리 문화찾기, 책과함께 어린이. 2008.
- Richard Miles, 'Elizabeth Keith: the Printed Works,'Asia Pacific Museum, 1992.

## 같이 보기
- 폴 자쿨레
- 릴리안 밀러
- 버타 럼